# Stenstorpsskolan
Stentorpsskolan är en skolbyggnad i Halmstad.
Redan 1871 fanns en småskola "å lägenheten Stenstorp på stadens norra utmark". Sedan brännvinsbolaget i Halmstad skjutit till pengar byggdes 1875 ett skolhus i Stenstorp, vilket ännu är i bruk, det äldsta bevarade skolhuset i staden. Till en början inrymdes småskoleundervisningen på vindsvåningen, men 1896 uppfördes en särskild småskolebyggnad. 1904 utökades denna med en folkskolesal, och 1914 fick skolhuset även en andra våning med två skolsalar. 1931 genomfördes en om- och tillbyggnad då Stentorpsskolan erhöll fyra nya klassrum, slöjdsal och gymnastiksal, samtidigt som en äldre byggnaden blev skolmatsbespisning.